# Ježovec
Ježovec is een plaats in de gemeente Bednja in de Kroatische provincie Varaždin. De plaats telt 341 inwoners (2001).